# Rivière Rouge (Saint-Didace)
Pour les articles homonymes, voir Rivière Rouge.
La rivière Rouge est un affluent de la rivière Blanche, coulant sur la rive nord du fleuve Saint-Laurent, dans les municipalités de Mandeville et Saint-Didace, dans la municipalité régionale de comté (MRC) de D’Autray (MRC), dans la région administrative de la Lanaudière, au Québec, au Canada.
Le cours de la rivière Rouge descend généralement vers le sud-est, en zone forestière.

## Géographie
La rivière Rouge prend sa source à l’embouchure du lac McGrey (longueur : 2,2 km ; altitude : 312 km) dans Mandeville. Cette source se situe en zone forestière à :
- 9,5 km au nord-est du centre du village de Mandeville ;
- 6,9 km au sud-est du lac Sacacomie ;
- 11,1 km au sud-est du pont du village de Saint-Alexis-des-Monts.

À partir de sa source, la rivière Rouge coule sur 11,3 km, selon les segments suivants :
- 1,8 km vers l'est dans Mandeville, jusqu’à la limite de Saint-Didace ;
- 0,7 km vers le sud-est dans Saint-Didace, jusqu’à la décharge du lac Long (venant du sud-ouest) ;
- 1,5 km vers le sud-est, en serpentant jusqu’à la rive nord-ouest du lac Rouge ;
- 1,9 km vers l’est, en traversant le lac Rouge (altitude : 201 m) jusqu’à son embouchure situé au nord-est ;
- 4,6 km vers le sud-est, en recueillant les eaux de la décharge du lac Croche (venant du sud-ouest) et en serpentant jusqu’au pont de la route 349 ;
- 0,8 km vers le sud-est, jusqu’à sa confluence[2].

La rivière Rouge se déverse sur la rive nord-ouest de la rivière Blanche (rivière Maskinongé) dans Saint-Didace. La confluence de la rivière Rouge est située à :
- 8,0 km au nord-ouest du centre du village de Saint-Édouard-de-Maskinongé ;
- 8,6 km au nord-est du pont du village de Saint-Didace ;
- 9,0 km au sud-est du pont du village de Saint-Alexis-des-Monts.

## Toponymie
Le toponyme rivière Rouge a été officialisé le 6 mars 1975 à la Commission de toponymie du Québec.